# Кадейкин, Юрий Евгеньевич
Юрий Евгеньевич Кадейкин — сотрудник Министерства внутренних дел Российской Федерации, прапорщик милиции, погиб при исполнении служебных обязанностей во время Второй чеченской войны, кавалер ордена Мужества (посмертно).

## Биография
Юрий Евгеньевич Кадейкин родился 27 января 1964 года в селе Барановка Наровчатского района Пензенской области. В феврале 1985 года поступил на службу в органы внутренних дел СССР, на должность милиционера-конвоира конвойного подразделения Наровчатского районного отдела внутренних дел. В дальнейшем командовал отделением охраны и конвоирования в районном изоляторе временного содержания.
В сентябре 2004 года прапорщик милиции Юрий Евгеньевич Кадейкин в составе временного отдела внутренних дел был направлен в зону проведения контртеррористической операции на Северном Кавказе. Участвовал в проведении мероприятий по восстановлению законности и правопорядка на территории Чеченской Республики, будучи прикомандированным к Сунженскому районному отделу внутренних дел.
Вечером 1 марта 2005 года здание в посёлке Серноводске Сунженского района Чеченской Республики, где располагался районный отдел милиции, подверглось нападению со стороны незаконного вооружённого формирования сепаратистов. Отключив освещение и пользуясь наступившей темнотой, боевики открыли огонь по отделу. Кадейкин со своими сослуживцами с оружием в руках вёл огонь по наседающему противнику. В разгар боя он погиб от разрыва влетевшей в помещение гранаты.
Похоронен на кладбище города Наровчата Пензенской области.
Указом Президента Российской Федерации прапорщик милиции Юрий Евгеньевич Кадейкин посмертно был удостоен ордена Мужества.

## Память
- В честь Кадейкина названа улица в городе Наровчате Пензенской области[4].
- На месте гибели Кадейкина в Серноводске установлен памятный знак[1].
- В память о Кадейкине в Наровчате проводятся спортивные турниры и памятные мероприятия[4].
- Имя Кадейкина занесено в Книга Памяти Пензенского областного УВД[5].